# Фірзен (район)
Фі́рзен (нім. Kreis Viersen) — район в Німеччині, в складі округу Дюссельдорф землі Північний Рейн-Вестфалія. Адміністративний центр — місто Фірзен.

## Населення
Населення району становить 299842 особи (2011).

## Адміністративний поділ
Район поділяється на 4 комуни (нім. Gemeinden) та 5 міст (нім. Städte):
| № | Комуна/ місто | Площа, км² | Населення, осіб (2011) | Центр      |
| - | ------------- | ---------- | ---------------------- | ---------- |
| 1 | Брюгген       | 61,3       | 15828                  | Брюгген    |
| 2 | Грефрат       | 31,0       | 15524                  | Грефрат    |
| 3 | Нідеркрюкхтен | 67,1       | 15414                  | Веце       |
| 4 | Швальмталь    | 48,1       | 18858                  | Вальдніль  |
| 1 | Вілліх        | 67,8       | 51846                  | Вілліх     |
| 2 | Кемпен        | 68,8       | 35694                  | Кемпен     |
| 3 | Неттеталь     | 83,9       | 41716                  | Неттеталь  |
| 4 | Тонісфорст    | 44,3       | 29671                  | Тонісфорст |
| 5 | Фірзен        | 91,1       | 75291                  | Фірзен     |

| Німеччина | Це незавершена стаття з географії Німеччини. Ви можете допомогти проєкту, виправивши або дописавши її. |

1. ↑  https://www.landesdatenbank.nrw.de/ldbnrw/online;jsessionid=FBC481AAC50656B8CA9E933111BC242A.ldb2?sequenz=tabelleErgebnis&selectionname=12411-31iz
2. ↑  https://www.destatis.de/DE/Themen/Laender-Regionen/Regionales/Gemeindeverzeichnis/Administrativ/04-kreise.html